# Galabovo
Galabovo (en búlgaro: Гълъбово) es una ciudad de Bulgaria en la provincia de Stara Zagora.

## Geografía
Se encuentra a una altitud de 98 m s. n. m. a 263 km de la capital nacional, Sofía.

## Demografía
Según estimación 2012 contaba con una población de 7 827 habitantes.
|         | 2004  | 2005  | 2006  | 2007  | 2008  | 2009  | 2010  | 2011  |
| Mujeres | 4 400 | 4 309 | 4 297 | 4 299 | 4 253 | 4 213 | 4 177 | 4 064 |
| Varones | 4 351 | 4 306 | 4 260 | 4 225 | 4 209 | 4 191 | 4 248 | 4 123 |
| Total   | 8 751 | 8 615 | 8 557 | 8 524 | 8 462 | 8 404 | 8 425 | 8187  |